# Дома 1168 км
Дома 1168 км (рос. Дома 1168 км) — сільський населений пункт без офіційного статусу в Глазовському районі Удмуртії, Росія.

## Населення
Населення — 8 осіб (2010; 11 в 2002).
Національний склад станом на 2002 рік:
- удмурти — 82 %